# United Trinity

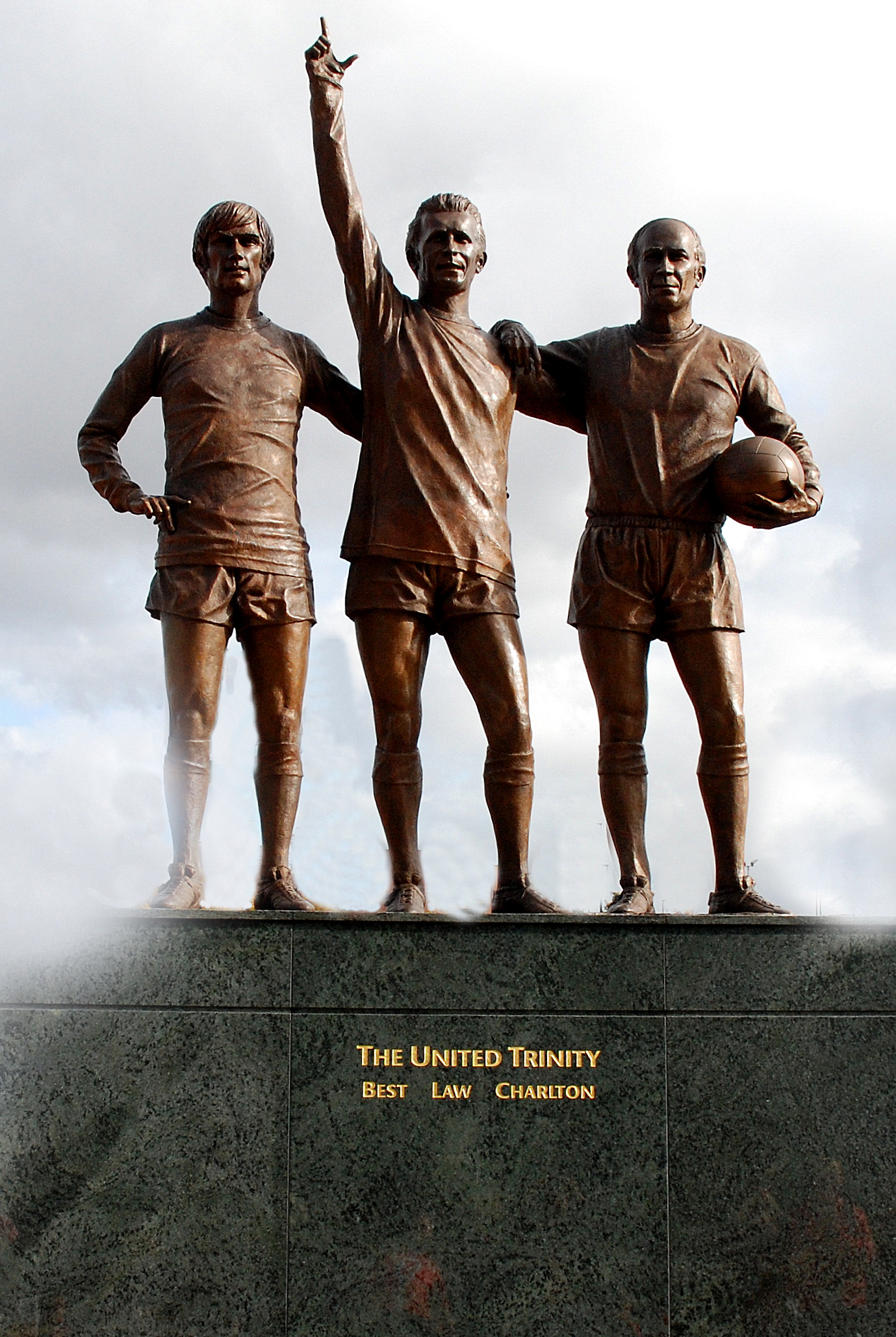
Bức tượng bên ngoài sân Old Trafford mô tả United Trinity - Best, Law và Charlton

Trong bóng đá, United Trinity hay Holy Trinity là những từ dùng để chỉ bộ ba huyền thoại của Manchester United gồm George Best, Denis Law và Sir Bobby Charlton, những người đã giúp United trở thành đội bóng Anh đầu tiên vô địch cúp châu Âu vào năm 1968.
Charlton là thành viên của Busby Babes, một nhóm các cầu thủ trẻ tài năng được đưa vào học viện của câu lạc bộ bởi huấn luyện viên Sir Matt Busby và trợ lý của ông Jimmy Murphy, cũng như tuyển trạch viên của câu lạc bộ Joe Armstrong, người có công phát hiện ra Charlton vào năm 1953, Best năm 1961 và một số những người khác. Law gia nhập United từ câu lạc bộ Torino của Ý với giá kỷ lục 115.000 bảng vào năm 1962, trước đó ông đã từng thi đấu cho Huddersfield Town và kình địch cùng thành phố Manchester City.
Charlton ra mắt vào ngày 6 tháng 10 năm 1956, lập cú đúp trong chiến thắng 4–2 trước Charlton Athletic. Law ra mắt vào ngày 18 tháng 8 năm 1962, ghi bàn trong trận hoà West Bromwich Albion 2–2. Mặc dù Best có trận ra mắt trước West Bromwich Albion vào ngày 14 tháng 9 năm 1963, nhưng phải đến trận lượt về vào ngày 18 tháng 1 năm 1964, khi cả ba góp mặt trong cùng một đội hình xuất phát; chiến thắng 4–1 trong đó cả ba đều ghi bàn, với Law ghi hai bàn trong số đó.
Ở thập niên 1960, cả ba đều giành Quả bóng vàng, giải thưởng được trao cho cầu thủ xuất sắc nhất thế giới. Law giành được giải thưởng năm 1964, Charlton năm 1966 và Best năm 1968. Kể từ đó, chỉ có Cristiano Ronaldo vào năm 2008 là cầu thủ giành được giải thưởng này khi còn chơi cho United. Tổng hợp lại, cả ba cầu thủ đã ghi được 665 bàn sau 1633 trận. Huấn luyện viên Bill Shankly lấy làm lạ về cách ông ấy từng xây dựng tâm lý cho đội Liverpool của mình trước trận đấu với United; "Tôi lấy mô hình của Bobby Charlton, Denis Law và George Best ra khỏi sân mô hình và đặt chúng vào túi bên tay trái của tôi. Sau đó, tôi nói với các cầu thủ của chúng tôi: 'Đừng lo lắng về họ, họ không thể chơi được.' Tất nhiên đó là tâm lý học. Charlton, Best và Law là ba trong số những cầu thủ xuất sắc nhất thế giới".
Best qua đời vào ngày 25 tháng 11 năm 2005, Law và Charlton là những người cuối cùng đến thăm ông trong bệnh viện. Một năm sau, có thông báo rằng một bức tượng của bộ ba sẽ được dựng lên bên ngoài sân Old Trafford, cuối cùng được khánh thành vào năm 2008.
Trong những năm tiếp theo, nhiều bộ ba khác nhau đã được mệnh danh là Trinity mới, bao gồm các cầu thủ như Ryan Giggs – Paul Scholes – Gary Neville, người đã chơi ở đội một cùng nhau từ năm 1992 đến 2011 và Cristiano Ronaldo – Wayne Rooney – Carlos Tevez, họ đã giúp United vô địch Premier League và lọt vào trận chung kết UEFA Champions League năm 2008 và 2009.
Hình ảnh bức tượng Trinity United nổi bật trong thiết kế áo đấu thứ ba mùa giải 2017–18 của Manchester United.